# Władysław Lis
Władysław Lis (ur. 4 listopada 1911, zm. 26 października 1980) – polski miłośnik astronomii, współodkrywca komety C/1936 O1 (Kaho-Kozik-Lis) w roku 1936.

## Życiorys
Urodził się 4 listopada 1911 w Węglówce, k. Kasiny Wielkiej, w rodzinie chłopskiej. Edukację zakończył na szkole podstawowej. Pracował jako goniec w Stacji Obserwacyjnej na Lubomirze. Z zamiłowania astronom, podglądając naukowców, sam nauczył się podstawowych umiejętności do prowadzenia obserwacji astronomicznych. 17 lipca 1936 roku odkrył kometę, podobne obserwacje poczynili Sigeru Kaho w Japonii i Stefan Kozik w ZSRR. Nową kometę nazwano Kaho-Kozik-Lis 1936 III.

Po zakończeniu II wojny światowej przeprowadził się do Krakowa, pracował w Państwowym Instytucie Hydrologiczno-Meteorologicznym. Ukończył szkołę średnią, zdał maturę. Po ukończeniu kursu kreślarskiego podjął pracę w Biurze Projektów Górniczych.
Zmarł 26 października 1980 w Krakowie.